# Xylotoles aegrotus
Xylotoles aegrotus är en skalbaggsart som beskrevs av Bates 1874. Xylotoles aegrotus ingår i släktet Xylotoles och familjen långhorningar. Inga underarter finns listade i Catalogue of Life.